# الامان اولو
الامان دوگدوربک اولو (به انگلیسی: Elaman Dogdurbek uulu) کشتی گیر کشور قرقیزستان است. از افتخارات این کشتی گیر می توان به مدال برنز در مسابقات قهرمانی کشتی جهان ۲۰۱۶ و مدال برنز کشتی در بازی‌های آسیایی ۲۰۱۴ و مدال نقره در مسابقات کشتی آسیا ۲۰۱۵ اشاره کرد.